# Arroyo Pando
Der Arroyo Pando ist ein im Süden Uruguays gelegener Fluss.
Der linksseitige Nebenfluss des Río de la Plata entspringt etwa zwei Kilometer östlich von San Bautista und mündet nach Nord-Süd-Verlauf auf dem Gebiet des Departamentos Canelones zwischen den Badeorten El Pinar und Neptunia in ebendiesen.
Im Bereich der Mündung erschwert dabei eine große Sandbank den Abfluss des Gewässers, was – in Kombination mit fehlender Raumplanung – dazu führte, dass der Küstenabschnitt von Neptunia verstärkt der Erosion ausgesetzt ist. Dies hatte bereits die Zerstörung mehrerer dort errichteter Häuser zur Folge.
Die Größe des Einzugsgebiets des Arroyo Pando beträgt rund 973 km².